# Nowodwór (Ryki)
Pour les articles homonymes, voir Nowodwór.
Nowodwór (prononciation [nɔˈvɔdvur]) est un village de la gmina de Nowodwór du powiat de Ryki dans la voïvodie de Lublin, situé dans l'est de la Pologne.
Le village est le siège administratif (chef-lieu) de la gmina appelée gmina de Nowodwór.
Il se situe à environ 12 kilomètres à l'est de Ryki (siège du powiat) et 55 kilomètres au nord-ouest de Lublin (capitale de la voïvodie).
Le village comptait approximativement une population de 537 habitants en 2009.

## Histoire
De 1975 à 1998, le village est attaché administrativement à la voïvodie de Siedlce.
Depuis 1999, il fait partie de la nouvelle voïvodie de Lublin.